# Arhaični Homo sapiens
Arháični Homo sapiens je okviren izraz za različne prednike človeka, ki so se razvili iz pokončnega človeka in so sodeč po ostankih okostij živeli v obdobju, ki se je začelo pred 500.000 leti (v srednji kameni dobi). Izraz po navadi označuje predstavnike Homo heidelbergensis, Homo rhodesiensis, Homo neanderthalensis in včasih še Homo antecessor, kot nasprotje sodobnemu mislečemu človeku (Homo sapiens sapiens).
Imeli so že možgansko prostornino, podobno tisti sodobnega človeka (med 1200 in 1400 kubičnih centimetrov), zato jih nekateri paleontologi razvrščajo kot podvrste Homo sapiens. Od sodobnega človeka se razlikujejo med drugim po debelejši lobanji, močnem nadočesnem grebenu in neizraziti bradi.